# Raphaela Richter
Raphaela Richter, née en 1997 en Haute-Franconie, est une coureuse cycliste allemande, spécialiste de VTT.

## Biographie
Raphaela Richter est née et a grandi en Franconie (Nord de la Bavière), elle est opticienne de formation. Elle est passionnée comme ses frères par le cyclisme et commence le VTT en 2003 à l'âge de cinq ans.

## Palmarès en VTT

### Championnats du monde
- Val di Sole 2018
  -  Médaille de bronze du four cross
- Val di Sole 2019
  - 4e du four cross
- Val di Fassa 2024
  -  Médaillée de bronze de VTT enduro à assistance électrique

#### Coupe du monde
- Coupe du monde d'enduro à assistance électrique
  - 2024 : 12e du classement général

### Championnats d'Allemagne
- 2016
  -  Championne d'Allemagne d'enduro
- 2017
  -  Championne d'Allemagne de descente
  -  Championne d'Allemagne d'enduro
- 2018
  -  Championne d'Allemagne d'enduro
  - 2e du championnat d'Allemagne de descente
  - 3e du championnat d'Allemagne du four-cross
- 2019
  -  Championne d'Allemagne de descente
  -  Championne d'Allemagne d'enduro
- 2021
  -  Championne d'Allemagne d'enduro
- 2022
  -  Championne d'Allemagne d'enduro
- 2023
  -  Championne d'Allemagne d'enduro
- 2024
  -  Championne d'Allemagne de descente
  -  Championne d'Allemagne d'enduro